# Nokia X3-02
Nokia X3 Touch and Type, cunoscut și sub numele de Nokia X3-02, este un telefon mobil produs de Nokia. Acesta este primul telefon mobil lansat de Nokia care dispune de un ecran tactil într-o formă "clasică" de telefon. Este primul telefon touchscreen de la Nokia care rulează sistemul de operare Series 40.
Carcasa este construită din plastic de calitate, iar capacul bateriei este metalic. Pentru accesul la cartela SIM și cardul microSD trebuie detașat acest capacul. 
Telelefonul este oferit în 2 versiuni. RM-639 care are un procesor de 680 MHz, 64 MB RAM și 128 MB ROM. RM-775 care are un procesor de 1 GHz, 128 MB RAM și 256 MB ROM.
În partea frontală este ecranul de 2.4-inch QVGA touchscreen rezistiv asociat cu o tastatură cu 16 taste numerice mai jos. În dreapta căștii se poate observa o zonă mai închisă la culoare acela este senzorul de proximitate care blochează ecranul atunci când telefonul este dus la ureche.
Interfața S40 a fost modificată pentru a permite controlul prin butoane virtuale de pe ecran. Telefonul are Wi-Fi 802.11b/g/n, HSPA, VoIP cu HD Voice, Browser WebKit Open Source, Flash Lite 3.0, Bluetooth 2.1 cu EDR.
Camera foto este de 5 megapixeli suportă rezoluția de 2592 x 1944 pixeli nu are bliț și poate filma în VGA.
Clientul de E-mail suportă POP3, SMTP, IMAP4 și multiple conturi de e-mail. Instant Messengers este aplicația de chat este încorporarează servicii precum Yahoo, Gtalk, Ovi și MSN.
Playerul de muzică acceptă formatele AAC, MP3, MP4, NRT, True tones, WAV și WMA.